# Marion County (Indiana)
Marion County is een county in de Amerikaanse staat Indiana.
De county heeft een landoppervlakte van 1.026 km² en telt 860.454 inwoners (volkstelling 2000). De hoofdplaats is Indianapolis.